# Liste der Kulturdenkmale in Schmochtitz

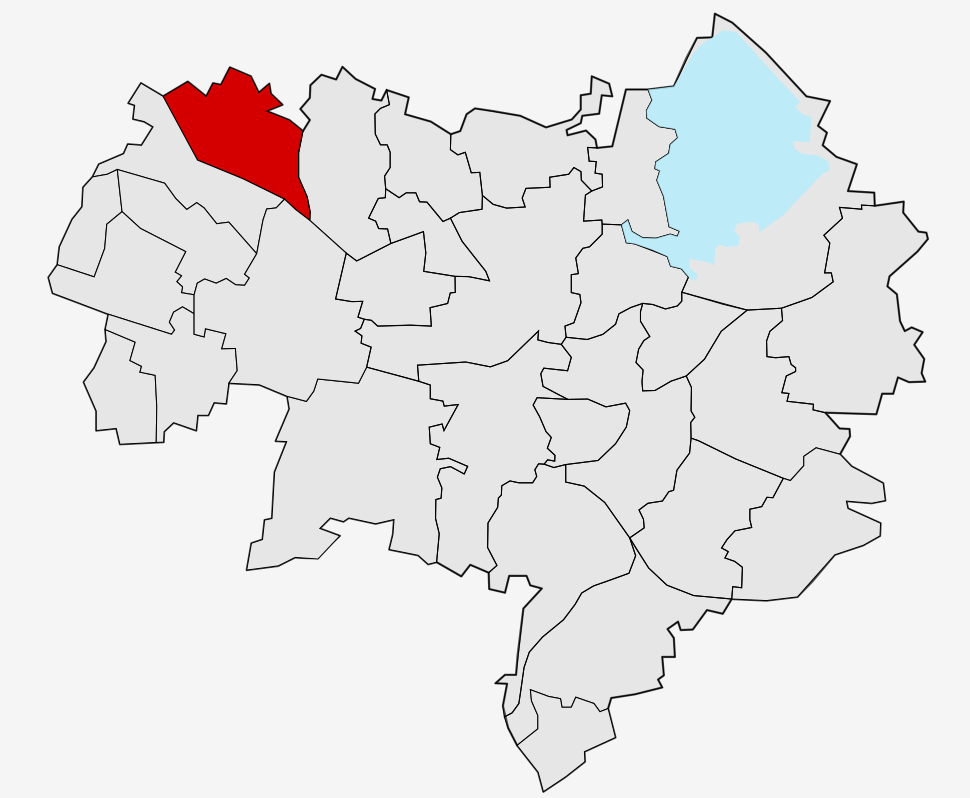
Lage von Schmochtitz in Bautzen

In der Liste der Kulturdenkmale in Schmochtitz sind die Kulturdenkmale des Bautzener Ortsteils Schmochtitz  verzeichnet, die bis März 2018 vom Landesamt für Denkmalpflege Sachsen erfasst wurden (ohne archäologische Kulturdenkmale). Die Anmerkungen sind zu beachten.

## Liste der Kulturdenkmale in Schmochtitz
| Bild                                    | Bezeichnung | Lage                                                                            | Datierung | Beschreibung | ID       |
| --------------------------------------- | --- | ------------------------------------------------------------------------------- | --- | --- | -------- |
|                                         | Betkreuz | Schmochtitz (in der Ortsmitte, Kreuzung Großbrösern/Kleinwelka/Loga) (Karte)    | Um 1870 | Regionalgeschichtlich von Bedeutung, schmales Eisenkreuz, großer vergoldeter Christus, mit Granitsockel | 09252300 |
| Weitere Bilder                          | Bischof-Benno-Haus und Gutspark (Sachgesamtheit) | Schmochtitz 1, 5, 10 (zusätzlich nördlich des Parks in einem Waldstück) (Karte) | Um 1770 (Rittergut); 1763–1791 (Gutspark, Wasserrondell, Gartenkanal und Insel); um 1900 (Teich); nach 1918 (Gedenksteine auf der Insel); | Sachgesamtheit ehemaliges Rittergut mit folgenden Einzeldenkmalen: Herrenhaus und angebaute Kapelle mit Ausstattung von Friedrich Press und Wappen an östlicher Außenwand, ehemalige Scheune, vier ehemalige Wirtschaftsgebäude, Taufturm, Orangerie mit Nebengebäude, Gutspark (Gartendenkmal) mit Ausstattung: sogenanntes „Elysium“, Ruine des „Sonnentempels“, Wehr (Technisches Denkmal), Springbrunnen mit Delphin, Gartenskulpturen: „Kokospalme“, „Sphinx“, Kinderskulptur, Otto-Thost-Denkmal, Denkmal für die Gefallenen des Ersten und Zweiten Weltkrieges und Opfer aller Kriege sowie originale Einfriedung mit allen Toren sowie Wappen an Portal an der Kapelle (siehe auch Einzeldenkmalliste, Obj. 09302527, gleiche Anschrift) und folgenden Sachgesamtheitsteilen: sogenanntes „Altes Spritzenhaus“, Gartenbauten: zwei Aha, vier Brücken mit schmiedeeisernen Geländern, zwei Holz-Brücken und verschiedene Gartenausstattungs-Elemente (z. B. steinerne Tische und Bänke, Gedenksteine, Reste von Gartenskulpturen) sowie Gartengestaltungs-Elemente (z. B. Wegesystem, Wasserrondell, Kanal, Insel, Alleen, Baumrondelle, Gehölzbestand); von baugeschichtlichem, sozialgeschichtlichem, ortsgeschichtlichem, künstlerischem und gartenkünstlerischem Wert. | 09252237 |
| Weitere Bilder                          | Herrenhaus (Bischof-Benno-Haus) und angebaute Kapelle mit Ausstattung von Friedrich Press und Wappen an östlicher Außenwand (Einzeldenkmal zu ID-Nr. 09252237) | Schmochtitz 1 (Karte)                                                           | Um 1770 | Einzeldenkmal der Sachgesamtheit ehemaliges Rittergut; baugeschichtlicher, künstlerischer und sozialgeschichtlicher Wert. - Herrenhaus (Bischof-Benno-Haus), Nr. 1: Dreiflügelige Anlage auf asymmetrischem Grundriss, über Erdgeschoss zwei Stockwerke, im Mittelteil Betonung der Mitte durch Dreieckgiebel und Freitreppe, Walmdächer mit einfacher Biberschwanzdeckung, Risalit im linken Flügel, Mittelrisalit auf Rückseite, im Erdgeschoss Betonung der Fenster durch geschwungene Bekrönung sowie an straßenseitigem Flügel angebauter gemauerter Torbogen mit Wappen (der ältesten Tochter des Peter August von Schönberg, nämlich von Auguste Charlotte von Schönberg, nach der Wiedererrichtung ihres Gutes von 1815 angebracht), bestehend aus zwei Kartuschen, die durch eine Grafenkrone zusammengehalten werden. Aufrecht stehender Löwe ist Wappentier der Familie Schönberg, andere Kartusche mit Allianzwappen, das über Geschichte und gesellschaftlichen Stand der Wappenträgerin Auskunft gibt, also Reichsgräfin Auguste Charlotte von Kielmannsegge, verwitwete Lynar, geborene von Schönberg. Nur Erdgeschoss und Kellerbereich vom 1945 zerstörten ursprünglichen Bau erhalten, ansonsten Neuaufbau seit 1989 nach historischem Vorbild, 1992 Fertigstellung (Just). - Kapelle: Rückwärtig an Herrenhaus angebaut, heutige innere Ausstattung und Gestaltung der Kapelle von Friedrich Press (1904–1991), Ausstattungsteile Altar, Ambo, Tabernakel, Figur des Auferstandenen sowie acht Grafiken (Kohlezeichnungen), Kreuzwegstationen an den Wänden der Kapelle. - Wappen an der Kapelle (an Straßenfront der Kapelle): Wappen des Bistums Dresden-Meißen mit dem persönlichen Signum des ersten Bischofs nach der Wiedererrichtung des Bistums Meißen, Dr. Christian Schreiber. Wappen ist ein Kreuz, das umrahmt ist von einem Bischofshut mit 2 × 10 Quasten. Das Kreuz trägt ein dreigeteiltes Medaillon und ein Schriftband. Die Kreissegmente zeigen die Wappenzeichen der drei im Jahre 968 gegründeten Bistümer, die mit der Wiedererrichtung des Territoriums des Bistums Meißen ausmachen. Schwarzes Kreuz auf weißem Grund ehemals Bistum Merseburg, Schlüssel und Schwert ehemals Bistum Zeitz/Zeitz-Naumburg, Osterlamm stammt aus Wappen des alten Bistums Meißen vor der Reformation, alle drei Teile zusammengehalten durch persönliche Zeichen Bischof Dr. Schreiber (= Schreibende Hand mit Federkiel), Schriftband = Wahlspruch des Bischofs („In Charitate Dei - In der Liebe Gottes“). | 09302527 |
|                                         | Ehemalige Scheune, heute Kirche (Einzeldenkmal zu ID-Nr. 09252237)                                                                                             | Schmochtitz 1, 1a, 1b, 5 (Karte)                                                | Um 1770 | Einzeldenkmal der Sachgesamtheit ehemaliges Rittergut; baugeschichtlicher, künstlerischer und sozialgeschichtlicher Wert. Annähernd rechtwinkelig abgeknickter Baukörper, auch im Inneren zweigeteilt in Kirchenraum (über Eck) und sich nach Nordwesten anschließenden Gemeinschaftsraum, mit künstlerischer Ausstattung von Hans Michael Stephan (HfBK Dresden). | 09302527 |
| Weitere Bilder                          | Vier ehemalige Wirtschaftsgebäude (Einzeldenkmal zu ID-Nr. 09252237)                                                                                           | Schmochtitz 1a, 1b (Karte)                                                      | Bezeichnet mit 1893 | Einzeldenkmale der Sachgesamtheit ehemaliges Rittergut; baugeschichtlicher, künstlerischer und sozialgeschichtlicher Wert. - Nebengebäude (Nr. 1a, 1b): Parallel zueinander stehende Gebäude mit traufseitiger Ausrichtung zur Straße rechts- und linksseitig des Eingangsbereiches, Nr. 1a (ehemaliger Schweinestall), Nr. 1b (ehemaliger Pferdestall), heute teilweise Nutzung als Ferienwohnungen, beide Gebäude Massivbauten (Erdgeschoss Grobputz, große schmale Fenster mit Klinkerrahmung, erstes Obergeschoss roter Klinker, Drempelgeschoss Fachwerk). - Nebengebäude (ohne Nr.): Rechtwinkelig vor dem Herrenhaus gelegen mit giebelseitiger Ausrichtung zur Straße, im östlichen Gebäude (Torhaus) heute Verwaltung (ehemaliger Pferdestall), westliches Gebäude (Landhaus) ehemals Kuhstall und Wohnungen. | 09302527 |
|                                         | Taufturm (Einzeldenkmal zu ID-Nr. 09252237) | Schmochtitz 1, 1a, 1b, 5 (Karte)                                                | 1764 | Einzeldenkmal der Sachgesamtheit ehemaliges Rittergut; baugeschichtlicher, künstlerischer und sozialgeschichtlicher Wert. Taufkapelle, stammt aus der Zeit Peter-August von Schönbergs, Entwurf 1764 von Pöppelmann Junior, mit Uhr und Kreuz als Abschluss auf Welscher Haube, innen befindliches Taufbecken mit Tannenzapfenbrüstung, glockenförmige Haube barg Glocke und Glockenspiel, Wände waren mit toskanischen Pilastern bemalt, Faunköpfe aus Gips trugen Lampen in Kelchform, außen Hauptfront mit geschwungener Mauer rechts- und linksseitig der Türöffnung, rückwärtig einläufige Außentreppe, schlichter, weiß abgefärbter Putzbau (heute als „Lapidarium“ genutzt). | 09302527 |
| Direkt Bild zu diesem Denkmal hochladen | Orangerie mit Nebengebäude (Einzeldenkmal zu ID-Nr. 09252237)                                                                                                  | Schmochtitz 5 (Karte)                                                           | Um 1770 | Einzeldenkmale der Sachgesamtheit ehemaliges Rittergut; baugeschichtlicher, künstlerischer und sozialgeschichtlicher Wert. Orangerie als schlichter Bau auf rechteckigem Grundriss, rückseitig schmale hohe rundbogige Fenster über zwei Etagen, Vorderseite einfache Fassadengestaltung, erstes Obergeschoss rundbogige Fenster, Krüppelwalmdach mit doppelter Biberschwanzdeckung, kleiner seitlicher eingeschossiger originaler Anbau mit Satteldach, je zwei Gaupen, Nebengebäude als eingeschossiger Putzbau mit Krüppelwalmdach (Gartenhäuschen). | 09302527 |
|                                         | Sogenanntes „Elysium“ (Einzeldenkmal zu ID-Nr. 09252237) | Schmochtitz 1, 1a, 1b, 5 (Karte)                                                | | Einzeldenkmal der Sachgesamtheit ehemaliges Rittergut, Ausstattungsstück des Gutsparkes; baugeschichtlicher, künstlerischer und sozialgeschichtlicher Wert. Tempelartiger Staffagebau. | 09302527 |
| Direkt Bild zu diesem Denkmal hochladen | Ruine des „Sonnentempels“ (Einzeldenkmal zu ID-Nr. 09252237)                                                                                                   | Schmochtitz 1, 1a, 1b, 5 (Karte)                                                | Ende 18. Jahrhundert | Einzeldenkmal der Sachgesamtheit ehemaliges Rittergut, Ausstattungsstück des Gutsparkes; baugeschichtlicher, künstlerischer und sozialgeschichtlicher Wert. Dreistufiger Unterbau und Teile der Granit-Säulen sowie drei Postamente erhalten, ehemaliger Aufbau:dreistufiger Unterbau, acht Granitsäulen (ca. 3 m hoch, 40 cm Durchmesser) im Abstand von ca. 1,40 m; einfaches Holzgebälk, Architrav mit Rundbogenfries, geschweifte Haube, im Inneren Steinsessel und quadratischer Tisch im Zentrum, an der Innenseite des Architravs folgende Inschriften: „Fürchte Gott“, „Eret den König“, „Beherrsche Dich“, „Halte Maß, Schweige und Handle“, „Erkenne dich selbst“, „Thue recht“, „Scheue niemand“. | 09302527 |
| Direkt Bild zu diesem Denkmal hochladen | Wehr, Technisches Denkmal (Einzeldenkmal zu ID-Nr. 09252237)                                                                                                   | Schmochtitz 1, 1a, 1b, 5 (Karte)                                                | Um 1900 | Einzeldenkmal der Sachgesamtheit ehemaliges Rittergut, Ausstattungsstück des Gutsparkes; baugeschichtlicher, künstlerischer und sozialgeschichtlicher Wert. Ursprünglich mit Ziergitter-Geländer, heute Holz-Geländer nach Vorbild der Holz-Brücken (westlich der Remisen gelegen). | 09302527 |
|                                         | Springbrunnen mit Delphin (Einzeldenkmal zu ID-Nr. 09252237)                                                                                                   | Schmochtitz 1, 1a, 1b, 5 (Karte)                                                | | Einzeldenkmal der Sachgesamtheit ehemaliges Rittergut, Ausstattungsstück des Gutsparkes; baugeschichtlicher, künstlerischer und sozialgeschichtlicher Wert, rundes Sandsteinbecken | 09302527 |
|                                         | Gartenskulptur „Kokospalme“ (Einzeldenkmal zu ID-Nr. 09252237)                                                                                                 | Schmochtitz 1, 1a, 1b, 5 (Karte)                                                | 1769 | Einzeldenkmal der Sachgesamtheit ehemaliges Rittergut, Ausstattungsstück des Gutsparkes; baugeschichtlicher, künstlerischer und sozialgeschichtlicher Wert. Gartenplastik (1769) aus Sandstein am südlichen Ende der Hauptwegeachse im südlichen Parkbereich, mit Inschrift: „Dem dankbaren Andenken der Gegenwart des besten Fürsten Friedrich Augusts mit welcher Er von der liebsten Gemahlin begleitet am Tage der Buditziner Huldigung Schmochtitz begnadigte wiedmete dieses Denkmal Peter August von Schönberg“, erhöhter Platz mit sechs Granit-Stufen von Linden-Rondel umgeben. | 09302527 |
|                                         | Gartenskulptur „Sphinx“ (Einzeldenkmal zu ID-Nr. 09252237) | Schmochtitz 1, 1a, 1b, 5 (Karte)                                                | Um 1820 | Einzeldenkmal der Sachgesamtheit ehemaliges Rittergut, Ausstattungsstück des Gutsparkes; baugeschichtlicher, künstlerischer und sozialgeschichtlicher Wert. Gartenplastik (um 1820), Sandstein, Eiben als Kulissenbepflanzung. | 09302527 |
|                                         | Kinderskulptur (Einzeldenkmal zu ID-Nr. 09252237) | Schmochtitz 1, 1a, 1b, 5 (Karte)                                                | Um 1730 | Einzeldenkmal der Sachgesamtheit ehemaliges Rittergut, Ausstattungsstück des Gutsparkes; baugeschichtlicher, künstlerischer und sozialgeschichtlicher Wert. Gartenskulptur (um 1730) auf neuem Sandsteinbrunnen südöstlich des Herrenhauses. | 09302527 |
| Direkt Bild zu diesem Denkmal hochladen | Otto-Thost-Denkmal (Einzeldenkmal zu ID-Nr. 09252237) | Schmochtitz 1, 1a, 1b, 5 (Karte)                                                | Um 1925 | Einzeldenkmal der Sachgesamtheit ehemaliges Rittergut, Ausstattungsstück des Gutsparkes; baugeschichtlicher, künstlerischer und sozialgeschichtlicher Wert. Denkmal in Form einer Sitzbank aus Granit für Otto Thost (um 1925). | 09302527 |
| Weitere Bilder                          | Denkmal für die Gefallenen des Ersten Weltkrieges und die Opfer aller Kriege (Einzeldenkmal zu ID-Nr. 09252237)                                                | Schmochtitz 1, 1a, 1b, 5 (Karte)                                                | Nach 1918 | Einzeldenkmal der Sachgesamtheit ehemaliges Rittergut, Ausstattungsstück des Gutsparkes; baugeschichtlicher, künstlerischer und sozialgeschichtlicher Wert. Auf Insel, Gedenkstein aus Granit in Form einer Granate (Messingplatten ersetzt, befinden sich im Lapidarium Taufturm), mit drei Steinbänken, Umrahmung mit Linden-, Eichen- und Weidenrondell. | 09302527 |
|                                         | Originale Einfriedung einschließlich aller Tore (Einzeldenkmal zu ID-Nr. 09252237)                                                                             | Schmochtitz 1, 1a, 1b, 5 (Karte)                                                | 1893 | Einzeldenkmal der Sachgesamtheit ehemaliges Rittergut; baugeschichtlicher, künstlerischer und sozialgeschichtlicher Wert. - Einfriedung im Rokoko-Gartenteil, Nebenzugänge: Portal mit Ziegelabdeckung mit Zufahrtstor und Pforte südöstlich des Herrenhauses, Pforte mit zweiflügeligem schmiedeeisernem Ziergitter-Tor und verputzten Pfeilern mit Sandstein-Abdeckung nordöstlich des Herrenhauses. - Einfriedung Landschaftsgartenteil des 19. Jahrhunderts: Klinkermauer aus rotem und gelbem Klinker mit schmiedeeisernem Ziergitter-Zaun an Südwestseite des Gutshofes, verputzte Bruchstein-Mauer aus Granit mit Schiefer-Abdeckung an Nordseite, Bruchsteinmauer aus Granit mit Granit-Abdeckung Ostseite nördlich des Herrenhauses, Bruchsteinmauer aus Granit mit Klinker-Rollschicht an Nordwest- und NordostgGrenze des südlichen Gartenbereiches (Nordwestmauer niedrig gehalten, erlaubt Blick in die Landschaft), Haupteingang mit zentralem zweiflügeligem schmiedeeisernem Ziergitter-Tor und zwei Pforten mit einflügeligen schmiedeeisernen Ziergitter-Toren sowie vier Pfeilern aus rotem Klinker mit profilierter Sandstein-Abdeckung, die beiden mittleren Pforten mit Vasen aus Sandstein, Zufahrtstor an Nordseite der Anlage mit Pfeilern aus Bruchstein-Mauerwerk und Granit-Abdeckung, Pforte mit Klinker-Pforten an äußerer Nordwestecke nördlicher Bereich, Zufahrtstor an Westseite nördlicher Bereich (neu? Pfeiler aus Klinker neu!). | 09302527 |
| Direkt Bild zu diesem Denkmal hochladen | Wohnstallhaus | Schmochtitz 14 (Karte)                                                          | Um 1790/1820 | Obergeschoss Fachwerk, baugeschichtlich von Bedeutung, auf Hakengrundriss, Stall um Ecke gebaut, originale Fenstergrößen und -gewände, niedriger Eingang, Giebel straßenseitig verbrettert | 09252299 |

## Tabellenlegende
- Bild: Bild des Kulturdenkmals, ggf. zusätzlich mit einem Link zu weiteren Fotos des Kulturdenkmals im Medienarchiv Wikimedia Commons. Wenn man auf das Kamerasymbol klickt, können Fotos zu Kulturdenkmalen aus dieser Liste hochgeladen werden:
- Bezeichnung: Denkmalgeschützte Objekte und ggf. Bauwerksname des Kulturdenkmals
- Lage: Straßenname und Hausnummer oder Flurstücknummer des Kulturdenkmals. Die Grundsortierung der Liste erfolgt nach dieser Adresse. Der Link (Karte) führt zu verschiedenen Kartendiensten mit der Position des Kulturdenkmals. Fehlt dieser Link, wurden die Koordinaten noch nicht eingetragen. Sind diese bekannt, können sie über ein Tool mit einer Kartenansicht einfach nachgetragen werden. In dieser Kartenansicht sind Kulturdenkmale ohne Koordinaten mit einem roten bzw. orangen Marker dargestellt und können durch Verschieben auf die richtige Position in der Karte mit Koordinaten versehen werden. Kulturdenkmale ohne Bild sind an einem blauen bzw. roten Marker erkennbar.
- Datierung: Baubeginn, Fertigstellung, Datum der Erstnennung oder grobe zeitliche Einordnung entsprechend des Eintrags in der sächsischen Denkmaldatenbank
- Beschreibung: Kurzcharakteristik des Kulturdenkmals entsprechend des Eintrags in der sächsischen Denkmaldatenbank, ggf. ergänzt durch die dort nur selten veröffentlichten Erfassungstexte oder zusätzliche Informationen
- ID: Vom Landesamt für Denkmalpflege Sachsen vergebene, das Kulturdenkmal eindeutig identifizierende Objekt-Nummer. Der Link führt zum PDF-Denkmaldokument des Landesamtes für Denkmalpflege Sachsen. Bei ehemaligen Kulturdenkmalen können die Objektnummern unbekannt sein und deshalb fehlen bzw. die Links von aus der Datenbank entfernten Objektnummern ins Leere führen. Ein ggf. vorhandenes Icon  führt zu den Angaben des Kulturdenkmals bei Wikidata.

## Ausführliche Denkmaltexte
1. ↑  Beschreibung des Rittergut Schmochtitz (Silke Epple, Dezember 2009):
Das Gut gelangte 1763 in den Besitz des Sächsischen Hausmarschall Peter August von Schönberg (1732–1791). Er ließ einen reich ausgestatteten Garten im Stile des Rokoko anlegen. 1801 übernahm seine Tochter Auguste Charlotte verw. Gräfin Lynar spätere Gräfin von Kielmannsegge (1777–1863) das Anwesen und behielt es bis 1821. Sie war es, die das im Zusammenhang mit der Schlacht bei Bautzen 1813 stark zerstörte Gut wieder aufbaute. Nach mehrmaligem Besitzerwechsel erwarb 1892 der Zwickauer Industrielle Wilhelm Otto Thost († 1924) das Gut und gestaltete einen Teil des Gartens im landschaftlichen Stil um. Er ließ die vorgefundenen Nebengebäude abreißen und die heute vorhandenen errichten. Nach dem Tod Otto Thosts wurde das Anwesen wiederum verkauft und befindet sich seit 1925 im Besitz der katholischen Kirche. Von 1927 bis 1945 wurde es als Priesterseminar genutzt. Zwischen 1942 und 1945 war das Gut von der SS besetzt. 1945 brannte das Herrenhaus ab.

Das ehemalige Rittergut wird heute durch die Straße in zwei Hauptbereiche geteilt: einen nördlichen und einen südlichen Parkbereich. Darüber hinaus gehört ein nördlich des Parks gelegenes Wäldchen mit den Resten eines Sonnentempels zum Bestand. Ganz im Norden befindet sich ein von Bruchstein-Mauern umfriedeter ehemaliger Nutzgarten. Südlich daran angrenzend befinden sich Reste des Rokokogartens. Hier befinden sich auch die Sphinx, eine Gartenskulptur aus Sandstein (um 1820), sowie ein runder Springbrunnen aus Sandstein mit einer Delphin-Skulptur. Außerdem ist in unmittelbarer Nähe ein tempelartiger Staffagebau, das sogenannte Elysium, platziert. Wiederum südlich davon liegt der Gutshof mit dem neu errichteten Herrenhaus, den Nebengebäuden und Remisen. Östlich des Gutshofes befindet sich die ehemalige Gärtnerei. Nordwestlich der Gebäude grenzt die landschaftlich gestaltete Anlage des 19. Jahrhunderts an. Diese verfügt über eine reiche Ausgestattung, unter anderem ein Denkmal in Form einer Sitzbank aus Granit für Otto Thost (um 1925). Im südlichen Parkbereich finden sich Reste des Rokokogartens, die teilweise landschaftlich überformt wurden. Hier steht die Kokospalme, eine aufwändig gestaltete Gartenplastik von 1769. Darüber hinaus finden sich hier verschiedene Gedenksteine und Reste von Gartenskulpturen.

Dehio – Handbuch der deutschen Kunstdenkmäler / Sachsen Band 1:

Das um 1770 errichtete Schloss brannte 1945 ab. 1975 Wiederaufbau der am Südende liegenden Kapelle, ausgestattet von Friedrich Press. 1989–92 Wiederaufbau des Schlosses durch die Architekten Just und Vogt, bezugnehmend auf die historische Grundform, jedoch moderne Gestaltung. Breiter Bau mit Walmdach und Gaupen, kräftiger Mittelrisalit mit zweiarmiger, vierläufiger Freitreppe, darunter Futtermauernische mit Zugang zum Untergeschoss. Zweigeschossige Eingangshalle mit Säulenarkatur und Stuckdecken. Vor der Treppenanlage ein großer, moderner Brunnen. Die anschließenden zweigeschossigen Wirtschaftsgebäude mit Krüppelwalmdach, 1893 im Schweizer Stil errichtet, zwei davon 1992 restauriert, dabei innen entkernt und neu aufgeteilt. Durch einen geschweiften Torbogen gelangt man zu der sogenannten Taufkapelle, um 1770. Runder Turm mit Glockendach, an der Vorderseite an die seitlichen Flügelmauern angepasst. Der Raum im Untergeschoss mit Kuppel, in der Konche ein Becken. Auf der Rückseite führt eine Außentreppe zum Obergeschoss. Nördlich liegt die Orangerie, heute Wohnhaus, Ende 18. Jahrhundert, schlichter Putzbau mit Krüppelwalmdach, an der Südseite hohe Rundbogenfenster. In der weitläufigen englischen Parkanlage Sandsteinfigur einer Sphinx, um 1730. Sandstein-Denkmal für Kurfürst Friedrich August III. von Sachsen, auf einem als Felsen gestalteten Sockel mit Schrifttafel steht eine Palme, in der Mitte des Stammes ein Medaillon mit Reiter, bezeichnet mit 1769. Im nördlichen Teil des Parks Ruine eines Sonnentempels, Ende 18. Jahrhundert.